# Botucatu
Botucatu est une ville brésilienne de l'État de São Paulo. Sa population est estimée à 141 032 habitants en août 2016. La municipalité s'étend sur 1 483 km2.
Cette ville possède un climat doux (température moyenne 22 °C) et son altitude est relativement élevée, elle varie de 756 mètres en plaine à 920 mètres à son point le plus haut.
Il existe au moins deux interprétations étymologiques du nom de cette ville:
- il proviendrait du terme tupi ybytukatu, qui signifie "bons airs, bons vents", à travers la jonction des termes ybytu ("air, vent") et katu ("bon");
- il signifierait "bonne montagne", de la jonction des mots tupi ybytyra ("montagne" dans la variante de la langue parlée dans l'État de São Paulo) et katu ("bon").

## Démographie
| Évolution de la population (municipalité) | Évolution de la population (municipalité) | Évolution de la population (municipalité) | Évolution de la population (municipalité) |
| Année                                     | Population                                |                                           | %±                                        |
| ----------------------------------------- | ----------------------------------------- | ----------------------------------------- | ----------------------------------------- |
| 1920                                      | 33 405                                    |                                           |                                           |
| 1940                                      | 38 881                                    |                                           | 16,4%                                     |
| 1950                                      | 41 264                                    |                                           | 6,1%                                      |
| 1960                                      | 44 767                                    |                                           | 8,5%                                      |
| 1970                                      | 51 954                                    |                                           | 16,1%                                     |
| 1980                                      | 64 545                                    |                                           | 24,2%                                     |
| 1991                                      | 90 761                                    |                                           | 40,6%                                     |
| 2000                                      | 108 306                                   |                                           | 19,3%                                     |
| 2010                                      | 127 328                                   |                                           | 17,6%                                     |
| 2022                                      | 145 155                                   |                                           | 14,0%                                     |
| ,                                         |                                           |                                           |                                           |

## Personnalités liées à la ville
- Mário Eduardo Viaro (1968-),linguiste et traducteur brésilien, y est né.